# 室内小協奏曲 (イベール)
アルト・サクソフォーンと11の楽器のための室内小協奏曲（仏: Concertino da camera pour saxophone alto et onze instruments）は、ジャック・イベールが1935年に完成したアルト・サクソフォーンのための室内協奏曲。演奏時間はおよそ12分。

## 作曲の経緯
1933年にフランスのストラスブールで開催された現代音楽祭に、本作の献呈先となったドイツ生まれのサクソフォーン奏者シーグルト・ラッシャーが出演した際、その演奏に感銘を受けたソプラノ歌手マリー・フロイント（Marya Freund 1876年 - 1966年）が、ラッシャーのための作品を作曲するようイベールに依頼したのが作曲の契機となっている。イベールはサクソフォーンのための曲を作るのはこれが初めてであったため、作曲にあたってマルセル・ミュールに助言を請い試奏を依頼している。
曲は1935年に完成し、当初の予定通りラッシャーに献呈された。ラッシャーは本作の1年間の独占演奏契約を結んだが、それにもかかわらず、イベールは曲の誕生に大いに力のあったミュールが演奏することを望み、ラッシャーによる公的初演に先駆けてミュールによる放送初演が行われた。 

## 初演
ミュールによる放送初演は1935年5月2日、フランス放送局にて。ラッシャーによる公的初演は同年12月11日、スイスのヴィンタートゥールにて。

## 編成
独奏アルト・サクソフォーン、フルート、オーボエ、クラリネット、ファゴット、ホルン、トランペット、ヴァイオリン2、ヴィオラ、チェロ、コントラバス（ただし、弦楽器はコントラバスを除いて多少増やすことが可能）

## 構成
2楽章構成。
第1楽章 Allegro con moto
ソナタ形式。4分の2拍子。短い序奏の後、サクソフォーンが生き生きとした第1主題を奏し、トゥッティの後、ファゴットと弦に支えられてサクソフォーンが伸びやかな第2主題を歌い徐々に高揚する。一旦静かになった後、展開部となり、第1主題のみが再現されて終わる。

第2楽章 Larghetto - Animato molto
序奏を伴うロンド形式。序奏は4分の3拍子。サクソフォーンが独白のように無伴奏で語り、弦が入ってから穏やかな主題を奏する。拍子が4分の2拍子に変わり、活発な無窮動風のロンド主題が弦、サクソフォーンの順に登場する。続いてサクソフォーンで奇想曲風の副主題が奏される。2つの主題が発展した後、カデンツァ、主題再現の順に進み、軽妙に締め括る。